# Oscar Enckell
Oscar Enckell (ros. Оскар Карлович Энкель; ur. 6 lutego?/18 lutego 1878 w Petersburgu, zm. 5 listopada 1960 w Helsinkach) – fiński i rosyjski wojskowy, pułkownik Sztabu Generalnego Imperium Rosyjskiego od 25 marca 1912, generał porucznik, szef Sztabu Generalnego Sił Zbrojnych Finlandii.

## Życiorys
Ukończył Finlandzki Korpus Kadecki, NMikołajewską Akademię Sztabu Generalnego jako jeden z przodujących.
Dowódca kompanii, zastępca starszego adiutanta Zarządu Generał-Kwatermistrzostwa 2 Armii Mandżurskiej, starszy adiutant sztabu 13 Dywizji Piechoty.
Zastępca sekretarza Głównego Zarządu Sztabu Generalnego (wywiadu wojskowego) (1 kwietnia 1907 – 9 kwietnia 1913), sekretarz tego Zarządu (9 kwietnia 1913 – 28 stycznia 1914). Agent wojskowy we Włoszech (28 stycznia 1914–1917).
Po październiku 1917 emigrował do Finlandii, doszedł tam do stanowiska szefa Sztabu Generalnego Sił Zbrojnych Finlandii.